# 阿瓦尔汗国
阿瓦尔汗国（Avar Khaganate）是由来自东方的游牧民族阿瓦尔人以中欧潘诺尼亚平原为中心伯颜一世建立的政权，據拜占庭史料紀載，可能是突厥第一汗國阿史那氏的臣民。近期考古學研究表明，潘諾尼亞阿瓦爾人的統治階級具有不同程度的東北亞血統，與現代外蒙古和滿洲阿穆爾河地區的人相似，而普通平民則與周圍的歐洲群體相似，語言借詞也表明遷徙的阿瓦爾人文化可能是波斯化的社會。

## 部落起源
通常是以講潘諾尼亞斯拉夫語的人群來泛指整個喀爾巴阡盆地的阿瓦爾人。史詩跟雜記只談論阿瓦爾人和倫巴第人之間的關係，而很少談論可汗國的內部，因此關於喀爾巴阡盆地的信息大多來自考古學。第一次明確提及阿瓦爾人是普利斯庫斯的紀錄，長年關注匈人帝國滅亡後伏爾加地區的政治。近代研究阿瓦爾社會可視為早期的軍事化封建體制萌芽，對後期歐洲的封建貴族結構具有啟發意義。
公元6世紀，阿瓦爾人是一個混合民族的部落聯盟，汗國的政治制度與軍事結構皆承襲自匈奴、柔然與突厥傳統，屬於典型的中亞草原軍政合一政體。活動範圍從現代的奧地利一直延伸到東部的東歐大草原，阿瓦爾汗國扣除戰爭原因，鮮少發生災難性的人口損失，他們從遠東帶來早期的鐙。

## 历史

### 部落时期（557-670）
557年左右，遷徙到北高加索地區，558年，阿瓦爾的使節抵達君士坦丁堡，會見查士丁尼大帝，表達故鄉被突厥民族征服，正在尋求庇護。為了換取黃金，他們同意代表拜占庭人征服“不守規矩的氏族”：隨後他們征服併吞並了各種游牧部落，東歐裏海的庫特里古爾人和北高加索的突厥沙比爾人，並擊敗了東斯拉夫的安特人。
562年，阿瓦爾人控制了多瑙河下游盆地和黑海以北的草原。當他們到達巴爾幹半島時，阿瓦爾人已經形成了一支大約有20,000名騎兵的遊牧力量。查士丁尼一世僱用阿瓦爾人後，他們向西北推進進入日耳曼尼亞。然而，法蘭克人的反抗阻止了阿瓦爾人朝這個方向的擴張。為了尋求肥沃的牧區，阿瓦爾人最初要求多瑙河以南（今保加利亞）的土地但拜占庭帝國拒絕了，拜占庭帝國利用他們與突厥人的關係來解除阿瓦爾人的侵略意圖。
拜占庭帝國的米南德護國公，紀錄了565年和568年突厥第一汗國駐君士坦丁堡的大使塔姆甘(Tumgan)，對拜占庭帝國與阿瓦爾人結盟感到憤怒，突厥人將阿瓦爾人視為他們的臣民和奴隸。突厥人堅稱阿瓦爾人只是“偽阿瓦爾人”，誇耀自己是歐亞草原上唯一的強大力量。突厥人聲稱“真正的阿瓦爾人柔然”仍然是遠東突厥人的忠誠臣民，這件事也成為突厥第一汗國干涉格魯森尼人及博斯普魯斯王國的藉口，導致雙方爆發衝突。
567年，喀爾巴阡盆地被格皮德人佔領，阿瓦爾人將注意力轉向喀爾巴阡盆地提供的自然防禦，伦巴底人寻求阿瓦尔人的帮助一同进攻格皮德人，胜利后阿瓦尔人又说服伦巴底人迁往意大利北部，這也被視為最後一次的民族大遷徙，隨後阿瓦尔人独占原格皮德人的领地-潘諾尼亞平原（Pannonia，大體包括今天的匈牙利西部和奧地利東部），可汗伯颜一世在此建立王庭。汗国在伯颜一世的领导下，多次进攻拜占庭帝国，在多瑙河北岸建立起一支强大的汗国。
580年，許多拜占庭帝國軍隊忙於與薩珊王朝作戰，巴爾幹地區的軍隊根本不是阿瓦爾人的對手。到了582年，阿瓦爾人佔領了潘諾尼亞的重要堡壘錫爾米烏姆。當拜占庭帝國拒絕按照伯颜一世之子和繼任者伯颜二世的要求增加津貼時，阿瓦爾人繼續佔領辛吉杜努姆（貝爾格萊德）和維米納西烏姆默西亞 (羅馬行省)。
590年，莫里斯 (皇帝)派遣將軍普里斯庫斯，對阿瓦爾人發起三次默西亞 (羅馬行省)戰役，一場戰鬥中，東羅馬人僅損失了三百人，而阿瓦爾人則損失了四千人。這次交戰之後，接下來的十天內又發生了兩場巨大的戰役，將軍普里斯庫斯的戰略和戰術都取得了輝煌的成功。在第一次戰役中，九千名阿瓦爾人和他們的斯拉夫盟友陣亡，而在第二次戰役中，有一萬五千人喪生，其中大部分人，其中包括可汗的四個兒子，都死在了戰役中。將軍普里斯庫斯隨後追擊逃跑的可汗，併入侵潘諾尼亞的阿瓦爾汗國本土，並在蒂薩河周邊贏得了一系列戰鬥，普里斯庫斯的勝利一度結束了阿瓦爾人和斯拉夫人對多瑙河的入侵。
602年，許多阿瓦爾人叛逃到拜占庭帝國，但莫里斯 (皇帝)決定不按照慣例回國。整個冬天他都在多瑙河對岸維持軍營，但補給困難導致多瑙河地区的军队总督福卡斯借機发动兵变。
604年，福卡斯同阿瓦爾人談和，答應增加每年貢金。這給了阿瓦爾人急需的喘息機會，莫里斯 (皇帝)的盟友萨珊波斯国王霍斯劳二世为了替莫里斯报仇则攻入小亚细亚，608年抵达博斯普鲁斯海峡，沉重打击了拜占庭军队。入侵促使拜占庭帝國發生內戰，610年，迦太基总督老希拉克略起义反抗福卡斯的暴政。他派遣其同名儿子希拉克略率领远征军推翻了福卡斯的统治，拜占庭—薩珊戰爭 (602年—628年)這段期間，阿瓦爾人在不設防的巴爾幹地區享有自由行動的權利。
610年，應倫巴底王國阿吉洛夫入侵義大利北部，殺害弗留利公爵拉多爾德的父親。
626年，阿瓦尔汗国接受波斯萨珊王朝的邀請，與其斯拉夫同盟軍围攻東羅馬帝國君士坦丁堡之圍 (626年),與此同時阿瓦爾人與法蘭克人結盟，掠奪斯拉夫人補充奴隸貿易的貢品，法蘭克商人薩莫提供武器作為奴隸貿易的商品。
626年6月29日，對君士坦丁堡城牆的進攻開始了。1.2萬名拜占庭騎兵（徒步）在城牆內對抗8萬阿瓦爾人和斯拉夫人，阿瓦爾人動用了攻城武器，猛攻持續了一個月。牧首塞爾吉烏斯率領隊伍舉著聖母像遊行，以激發人們的宗教熱情，讓他們相信聖母在保佑他們，這使得城內士氣高漲，連君士坦丁堡周圍的農民也被宗教熱情所鼓動。
626年8月7日，一支波斯艦隊搭載著士兵試圖渡過海峽，但被拜占庭海軍包圍摧毀。同時，斯拉夫人試圖渡過金角灣攻擊海牆，阿瓦爾人則對陸牆再次發起猛攻。斯拉夫人的船隻被博努斯率領的艦隊撞毀，阿瓦爾人6日至7日的猛攻也毫無成效。隨後消息傳來，東羅馬帝國皇帝的弟弟狄奧多爾已對沙欣取得大勝，阿瓦爾人和斯拉夫人立即決定撤退，並在兩天內退回巴爾幹腹地，失败后汗国由盛转衰，斯拉夫人和保加尔人纷纷脱离阿瓦尔人的控制。
630年，法蘭克商人薩莫以犧牲阿瓦爾人為代價，領導斯拉夫人起義，增強他對可汗國北部和西部土地的權力，隨後在631年的沃加斯蒂斯堡戰役中擊退了法蘭克王國，一直統治到658年去世為止。弗萊德加編年史中寫道，每年，匈奴人(阿瓦爾人)都會來到文德人那裡，與他們一起過冬。然後他們帶走了文德人的妻子和女兒並與她們同睡，匈奴人還對文德人徵稅。但是，與這些文德人的妻子和女兒與一起長大的匈奴人的兒子最終無法再忍受這種壓迫，拒絕服從匈奴人並開始了叛亂，當時法蘭克商人薩莫也在同行者裡，隨後在薩莫的領導下，大批匈奴人倒在文德人的劍下。
隨著658年薩莫和665年庫布拉特的去世，這些斯拉夫部落及草原民族再次受到阿瓦爾人的統治。儘管大保加利亞 (中世紀)有可汗的對策，庫布拉特的兒子們還是未能維持開始瓦解的大保加利亞 (中世紀)的凝聚力，隨後分裂為五個分支部落。

### 阿瓦爾-保加利亞中期（670-720）
古典時期潘諾尼亞的經濟建立在軍事基礎上，依靠地形防守跟放牧，只要拜占庭與周遭諸國仍然富裕，阿瓦爾人靠就可以掠奪貨物和進貢來生活，直到潘諾尼亞地形開始改變，才使得阿瓦爾人生活模式發生改變，阿瓦爾人採用了保加利亞的風俗習慣，並在統治潘諾尼亞平原250年後融入了當地民眾。
628年，咄陸氏族的保加利亞首領庫布拉特汗與拜占庭帝國皇帝希拉克略結盟，從君士坦丁堡回到保加尔人在北高加索的部落，632年，領導了一場成功的起義从西突厥独立建国，他们打败阿瓦尔人后，势力至潘诺尼亚，建立了旧大保加利亚，首都在塔曼半岛的法納哥里亞，不同於傳統的部落聯盟，庫布拉特汗效仿拜占庭帝國實行絕對君主制。
668年，可萨人從東部入侵旧大保加利亚，並在670年迫使巴顏投降，阿斯巴鲁赫率领一部分保加尔人迁至多瑙河下游南岸，並於679年定居在默西亚与色雷斯一带。680年，与当地斯拉夫人共同打败了东罗马帝国，次年创立了保加利亚第一帝国。
這時期的阿瓦爾人受到保加利亞第一帝國的附庸統治，活動範圍縮小到了原來的一半，保加利亞人加強了阿瓦爾人的政治基礎，由於阿瓦爾人和拜占庭人都無法控制巴爾幹半島的大部分地區，這些地區實際上掌握在南斯拉夫部落跟保加尔人手中。

### 阿瓦爾王國時期（720-804）
阿瓦爾的衰落已經是急速下滑的程度，從788年開始的一系列法蘭克戰役在十年內以征服阿瓦爾王國而告終，此時的阿瓦爾進入封建制度的管理，各自部落的領主建立了一種環形的堡壘建築，首都又被稱為環城。
782年，阿瓦爾軍隊首次出現在加洛林王朝邊境的恩斯河，790年法兰克帝国查理大帝派遣軍隊至巴伐利亞抵禦阿瓦尔人，後來意大利部隊在8月底重創了阿瓦尔人，阿瓦尔人在多瑙河兩岸的軍隊棄守潰逃，查理占领了多瑙河中游平原。791年的戰敗引發阿瓦尔的內戰，造成克汗（Khagan）與諸古（jugur）兩位阿瓦尔人領袖的死亡。
795年弗留利公爵埃里克，再次擊敗阿瓦爾的軍隊，阿瓦尔人酋長圖頓（tudun）帶領隨從抵達亞琛（Aachen）向查理曼宣降，並且受洗為天主教徒；當弗留利公爵埃里克的軍隊，進入多瑙河和提薩河之間的克汗宮殿時，沒有再遇到任何抵抗，公爵將他在可汗宮殿所掠奪而來的寶物送往首都亞琛，查理大帝其後將這批寶物轉給天主教會及各地的天主教徒，詩人們紛紛為查理大帝寫詩歌頌。
Omnes gentes qui fecisti, tu Christe, dei suboles,terras, fontes, rivos, montes et formasti hominem,Avaresque convertisti ultimis temporibus.

796年，阿瓦爾酋長大多投降臣服於法兰克帝国，並開始接受基督教，法蘭克主教為阿瓦爾酋長施洗，隨後將阿瓦爾王國併入法蘭克帝國，並設立邊境行軍(緩衝區)，潘諾尼亞平原上阿瓦爾和保加利亞的難民，遷移到保加利亞帝國其西部邊緣定居。
799年，一些阿瓦爾人在法兰克帝国統治的阿瓦爾王國地區起義，最後查理曼大帝決定除掉阿瓦爾人，查理曼大帝與大摩拉維亞公國結盟並協議瓜分阿瓦爾，8世纪，由法兰克帝国查理大帝的儿子丕平·卡洛曼耗时8年完成了对阿瓦尔汗国的征服。
804年，保加利亞第一帝國征服了特蘭西瓦尼亞東南部和潘諾尼亞東南部直至多瑙河中游的阿瓦爾人領土。805年左右，狄奧多魯斯向查理曼大帝求助擊退保加利亞第一帝國後去世，法兰克帝国為亞伯拉罕施洗，成為阿瓦爾唯一的可汗，可能於811年，被廢黜或去世。806年，許多阿瓦爾人成為保加利亞帝國的臣民。
811-822年，酋長柳德維特領導阿瓦爾人起義，試圖爭權更大的自治權，聲勢力量一度達到阿瓦爾鼎盛時期，最終被鎮壓下來。
827年，保加利亞人由大汗奥莫尔塔格率領入侵法蘭克帝國疆域，隔年保加利亞人再次發動進攻，但沒有進一步的勝利，829年，保加利亞帝國將領土擴展到傳統阿瓦爾土地的中部和東部地區時，任命斯拉夫酋長拉蒂米爾統治該地區，阿瓦爾勢力所剩下的一切都被終結了。
840年，法蘭克人趕走保加利亞第一帝國的斯拉夫酋長拉蒂米爾，改任命斯拉夫酋長普里比納，普里比納在此建立下潘諾尼亞公國。

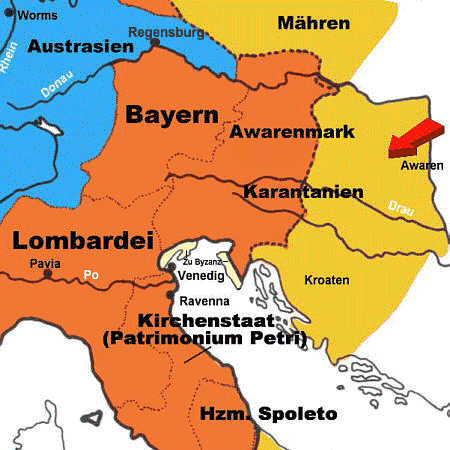
查理曼大帝時期的巴伐利亞與阿瓦爾邊疆區

根據沃爾特·波爾的說法，阿瓦爾在871年在潘諾尼亞的存在是確定的，但此後名稱為編年史家不再使用。
884-896年，還有記錄喀爾巴阡盆地最後一位阿瓦爾人的國王的紀錄，他參加了法蘭克與大摩拉維亞的戰爭，藉此爭取阿瓦爾的自治權，以確保法蘭克邊境免受新的威脅，但902年—906年前後，阿爾帕德大公領導马扎尔人（匈牙利人）入侵中歐，隨後阿瓦爾在三代人的時間裡消失了。
拜占庭的記錄，包括《Notitia episcopatuum 》、 Neilos Doxapatres的《Additio patriarchicorum thronorum》 、 Petrus Alexandrinus的《編年史》和《Notitia patriarchatuum》都提到了9世紀喀爾巴阡盆地的阿瓦爾人是現存的基督教人口。阿瓦爾人已經與數量較多的斯拉夫人世代混居，後來又受到外部政體的統治，例如法兰克帝国、保加利亞帝國和大摩拉維亞公國。

## 軍事
重裝騎兵（Cataphract）制度：全副盔甲的馬與騎士，成為後來法蘭克與拜占庭重裝騎士的藍本。
軍制結構為十進制部落軍團（Decimate System），以十人為基礎組織部隊。
武器創新上，三角形箭頭可穿透200公尺外的鐵盾，長劍、單刃短劍（方便馬上使用），強調實用與破壞力。
「Spallion」與「Taran」等攻城兵器：可見其掌握工程戰能力。
融合步兵與斯拉夫水師的「Monoksil」獨木舟部隊使其能水陸並進作戰。
考古發現大量騎兵與馬匹陪葬物，戰馬具有東亞血統。

## 文化
突厥系貴族統治核心（即阿瓦爾人本身），斯拉夫部族：被征服後成為主力步兵與舟師，漸成汗國主要人口。格皮德人、原匈奴裔、原薩爾馬提亞族群：融合於軍隊與工匠體系中。
歐洲重騎兵制的奠基者：阿瓦爾對法蘭克與拜占庭軍制影響深遠。
橋接東西方文化的樞紐：將東亞的馬具、弓術、製甲技術帶入歐洲。
騎馬郵遞與快速通信制度雛形：其戰馬裝備促進跨境訊息傳遞，催生後期「封建快信制度」
阿瓦爾-保加利亞時期的工藝品，以辮子髮夾為標誌、彎曲的單刃軍刀、猶太社群符號的元素，發展出帶有游牧特色的工藝品，又被視為新的文化考古。
統治階層受到拜占庭影響，使用具有拜占庭風格的新月形耳環、帶扣、珠子和末端為角狀的手鐲等飾品，還發現了一些日耳曼民族的墳墓，顯示出阿瓦爾人後期的生活，具有多民族融合的色彩。

## 统治者列表
有記載的阿瓦爾可汗
| 名称                          | 开始时间 | 结束时间 |
| ----------------------------- | -------- | -------- |
| 伯颜一世 Bayan I              | 558年    | 602年    |
| 伯颜二世 Bayan II             | 602年    | 617年    |
| 奥加纳 Organa                 | 617年    | 630年    |
| 戈斯童 Gostun                 | 630年    | 632年    |
| 库布拉特(大保加利亞) Kubrat   | 632年    | 665年    |
| 巴特巴颜(大保加利亞) Batbayan | 665年    | 668年    |
| 狄奧多魯斯 Theodorus          | 795年    | 805年    |
| 亞伯拉罕(阿瓦尔汗国) Abraham  | 805年    | ?年      |
| 以撒(阿瓦尔汗国) Isaac        | ?年      | 835年    |